# Jean Feller
Jean Feller (Tétange, 16 ottobre 1919 – Niederkorn, 1º  gennaio 1997) è stato un calciatore lussemburghese, di ruolo difensore.

## Carriera

### Club
Ha sempre giocato nel campionato lussemburghese.

### Nazionale
Ha rappresentato la Nazionale del suo paese alle Olimpiadi del 1948.